# Kirasodlu, Hunsur
Kirasodlu là một làng thuộc tehsil Hunsur, huyện Mysore, bang Karnataka, Ấn Độ.